# 1764
Portal Geschichte | Portal Biografien | Aktuelle Ereignisse | Jahreskalender | Tagesartikel

◄ |
17. Jahrhundert |
18. Jahrhundert
| 19. Jahrhundert | ►

◄ |
1730er |
1740er |
1750er |
1760er
| 1770er | 1780er | 1790er | ►

◄◄ |
◄ |
1760 |
1761 |
1762 |
1763 |
1764
| 1765 | 1766 | 1767 | 1768 | ► | ►►
Staatsoberhäupter  · Nekrolog · Kunstjahr · Literaturjahr · Musikjahr
| Januar | Januar | Januar | Januar | Januar | Januar | Januar | Januar |
| Kw     | Mo     | Di     | Mi     | Do     | Fr     | Sa     | So     |
| ------ | ------ | ------ | ------ | ------ | ------ | ------ | ------ |
| 52     |        |        |        |        |        |        | 1      |
| 1      | 2      | 3      | 4      | 5      | 6      | 7      | 8      |
| 2      | 9      | 10     | 11     | 12     | 13     | 14     | 15     |
| 3      | 16     | 17     | 18     | 19     | 20     | 21     | 22     |
| 4      | 23     | 24     | 25     | 26     | 27     | 28     | 29     |
| 5      | 30     | 31     |        |        |        |        |        |

| Februar | Februar | Februar | Februar | Februar | Februar | Februar | Februar |
| Kw      | Mo      | Di      | Mi      | Do      | Fr      | Sa      | So      |
| ------- | ------- | ------- | ------- | ------- | ------- | ------- | ------- |
| 5       |         |         | 1       | 2       | 3       | 4       | 5       |
| 6       | 6       | 7       | 8       | 9       | 10      | 11      | 12      |
| 7       | 13      | 14      | 15      | 16      | 17      | 18      | 19      |
| 8       | 20      | 21      | 22      | 23      | 24      | 25      | 26      |
| 9       | 27      | 28      | 29      |         |         |         |         |

| März | März | März | März | März | März | März | März |
| Kw   | Mo   | Di   | Mi   | Do   | Fr   | Sa   | So   |
| ---- | ---- | ---- | ---- | ---- | ---- | ---- | ---- |
| 9    |      |      |      | 1    | 2    | 3    | 4    |
| 10   | 5    | 6    | 7    | 8    | 9    | 10   | 11   |
| 11   | 12   | 13   | 14   | 15   | 16   | 17   | 18   |
| 12   | 19   | 20   | 21   | 22   | 23   | 24   | 25   |
| 13   | 26   | 27   | 28   | 29   | 30   | 31   |      |

| April | April | April | April | April | April | April | April |
| Kw    | Mo    | Di    | Mi    | Do    | Fr    | Sa    | So    |
| ----- | ----- | ----- | ----- | ----- | ----- | ----- | ----- |
| 13    |       |       |       |       |       |       | 1     |
| 14    | 2     | 3     | 4     | 5     | 6     | 7     | 8     |
| 15    | 9     | 10    | 11    | 12    | 13    | 14    | 15    |
| 16    | 16    | 17    | 18    | 19    | 20    | 21    | 22    |
| 17    | 23    | 24    | 25    | 26    | 27    | 28    | 29    |
| 18    | 30    |       |       |       |       |       |       |

| Mai | Mai | Mai | Mai | Mai | Mai | Mai | Mai |
| Kw  | Mo  | Di  | Mi  | Do  | Fr  | Sa  | So  |
| --- | --- | --- | --- | --- | --- | --- | --- |
| 18  |     | 1   | 2   | 3   | 4   | 5   | 6   |
| 19  | 7   | 8   | 9   | 10  | 11  | 12  | 13  |
| 20  | 14  | 15  | 16  | 17  | 18  | 19  | 20  |
| 21  | 21  | 22  | 23  | 24  | 25  | 26  | 27  |
| 22  | 28  | 29  | 30  | 31  |     |     |     |

| Juni | Juni | Juni | Juni | Juni | Juni | Juni | Juni |
| Kw   | Mo   | Di   | Mi   | Do   | Fr   | Sa   | So   |
| ---- | ---- | ---- | ---- | ---- | ---- | ---- | ---- |
| 22   |      |      |      |      | 1    | 2    | 3    |
| 23   | 4    | 5    | 6    | 7    | 8    | 9    | 10   |
| 24   | 11   | 12   | 13   | 14   | 15   | 16   | 17   |
| 25   | 18   | 19   | 20   | 21   | 22   | 23   | 24   |
| 26   | 25   | 26   | 27   | 28   | 29   | 30   |      |

| Juli | Juli | Juli | Juli | Juli | Juli | Juli | Juli |
| Kw   | Mo   | Di   | Mi   | Do   | Fr   | Sa   | So   |
| ---- | ---- | ---- | ---- | ---- | ---- | ---- | ---- |
| 26   |      |      |      |      |      |      | 1    |
| 27   | 2    | 3    | 4    | 5    | 6    | 7    | 8    |
| 28   | 9    | 10   | 11   | 12   | 13   | 14   | 15   |
| 29   | 16   | 17   | 18   | 19   | 20   | 21   | 22   |
| 30   | 23   | 24   | 25   | 26   | 27   | 28   | 29   |
| 31   | 30   | 31   |      |      |      |      |      |

| August | August | August | August | August | August | August | August |
| Kw     | Mo     | Di     | Mi     | Do     | Fr     | Sa     | So     |
| ------ | ------ | ------ | ------ | ------ | ------ | ------ | ------ |
| 31     |        |        | 1      | 2      | 3      | 4      | 5      |
| 32     | 6      | 7      | 8      | 9      | 10     | 11     | 12     |
| 33     | 13     | 14     | 15     | 16     | 17     | 18     | 19     |
| 34     | 20     | 21     | 22     | 23     | 24     | 25     | 26     |
| 35     | 27     | 28     | 29     | 30     | 31     |        |        |

| September | September | September | September | September | September | September | September |
| Kw        | Mo        | Di        | Mi        | Do        | Fr        | Sa        | So        |
| --------- | --------- | --------- | --------- | --------- | --------- | --------- | --------- |
| 35        |           |           |           |           |           | 1         | 2         |
| 36        | 3         | 4         | 5         | 6         | 7         | 8         | 9         |
| 37        | 10        | 11        | 12        | 13        | 14        | 15        | 16        |
| 38        | 17        | 18        | 19        | 20        | 21        | 22        | 23        |
| 39        | 24        | 25        | 26        | 27        | 28        | 29        | 30        |

| Oktober | Oktober | Oktober | Oktober | Oktober | Oktober | Oktober | Oktober |
| Kw      | Mo      | Di      | Mi      | Do      | Fr      | Sa      | So      |
| ------- | ------- | ------- | ------- | ------- | ------- | ------- | ------- |
| 40      | 1       | 2       | 3       | 4       | 5       | 6       | 7       |
| 41      | 8       | 9       | 10      | 11      | 12      | 13      | 14      |
| 42      | 15      | 16      | 17      | 18      | 19      | 20      | 21      |
| 43      | 22      | 23      | 24      | 25      | 26      | 27      | 28      |
| 44      | 29      | 30      | 31      |         |         |         |         |

| November | November | November | November | November | November | November | November |
| Kw       | Mo       | Di       | Mi       | Do       | Fr       | Sa       | So       |
| -------- | -------- | -------- | -------- | -------- | -------- | -------- | -------- |
| 44       |          |          |          | 1        | 2        | 3        | 4        |
| 45       | 5        | 6        | 7        | 8        | 9        | 10       | 11       |
| 46       | 12       | 13       | 14       | 15       | 16       | 17       | 18       |
| 47       | 19       | 20       | 21       | 22       | 23       | 24       | 25       |
| 48       | 26       | 27       | 28       | 29       | 30       |          |          |

| Dezember | Dezember | Dezember | Dezember | Dezember | Dezember | Dezember | Dezember |
| Kw       | Mo       | Di       | Mi       | Do       | Fr       | Sa       | So       |
| -------- | -------- | -------- | -------- | -------- | -------- | -------- | -------- |
| 48       |          |          |          |          |          | 1        | 2        |
| 49       | 3        | 4        | 5        | 6        | 7        | 8        | 9        |
| 50       | 10       | 11       | 12       | 13       | 14       | 15       | 16       |
| 51       | 17       | 18       | 19       | 20       | 21       | 22       | 23       |
| 52       | 24       | 25       | 26       | 27       | 28       | 29       | 30       |
| 1        | 31       |          |          |          |          |          |          |

| Januar | Januar | Januar | Januar | Januar | Januar | Januar | Januar |
| Kw     | Mo     | Di     | Mi     | Do     | Fr     | Sa     | So     |
| ------ | ------ | ------ | ------ | ------ | ------ | ------ | ------ |
| 52     |        |        |        |        |        |        | 1      |
| 1      | 2      | 3      | 4      | 5      | 6      | 7      | 8      |
| 2      | 9      | 10     | 11     | 12     | 13     | 14     | 15     |
| 3      | 16     | 17     | 18     | 19     | 20     | 21     | 22     |
| 4      | 23     | 24     | 25     | 26     | 27     | 28     | 29     |
| 5      | 30     | 31     |        |        |        |        |        |

| Februar | Februar | Februar | Februar | Februar | Februar | Februar | Februar |
| Kw      | Mo      | Di      | Mi      | Do      | Fr      | Sa      | So      |
| ------- | ------- | ------- | ------- | ------- | ------- | ------- | ------- |
| 5       |         |         | 1       | 2       | 3       | 4       | 5       |
| 6       | 6       | 7       | 8       | 9       | 10      | 11      | 12      |
| 7       | 13      | 14      | 15      | 16      | 17      | 18      | 19      |
| 8       | 20      | 21      | 22      | 23      | 24      | 25      | 26      |
| 9       | 27      | 28      | 29      |         |         |         |         |

| März | März | März | März | März | März | März | März |
| Kw   | Mo   | Di   | Mi   | Do   | Fr   | Sa   | So   |
| ---- | ---- | ---- | ---- | ---- | ---- | ---- | ---- |
| 9    |      |      |      | 1    | 2    | 3    | 4    |
| 10   | 5    | 6    | 7    | 8    | 9    | 10   | 11   |
| 11   | 12   | 13   | 14   | 15   | 16   | 17   | 18   |
| 12   | 19   | 20   | 21   | 22   | 23   | 24   | 25   |
| 13   | 26   | 27   | 28   | 29   | 30   | 31   |      |

| April | April | April | April | April | April | April | April |
| Kw    | Mo    | Di    | Mi    | Do    | Fr    | Sa    | So    |
| ----- | ----- | ----- | ----- | ----- | ----- | ----- | ----- |
| 13    |       |       |       |       |       |       | 1     |
| 14    | 2     | 3     | 4     | 5     | 6     | 7     | 8     |
| 15    | 9     | 10    | 11    | 12    | 13    | 14    | 15    |
| 16    | 16    | 17    | 18    | 19    | 20    | 21    | 22    |
| 17    | 23    | 24    | 25    | 26    | 27    | 28    | 29    |
| 18    | 30    |       |       |       |       |       |       |

| Mai | Mai | Mai | Mai | Mai | Mai | Mai | Mai |
| Kw  | Mo  | Di  | Mi  | Do  | Fr  | Sa  | So  |
| --- | --- | --- | --- | --- | --- | --- | --- |
| 18  |     | 1   | 2   | 3   | 4   | 5   | 6   |
| 19  | 7   | 8   | 9   | 10  | 11  | 12  | 13  |
| 20  | 14  | 15  | 16  | 17  | 18  | 19  | 20  |
| 21  | 21  | 22  | 23  | 24  | 25  | 26  | 27  |
| 22  | 28  | 29  | 30  | 31  |     |     |     |

| Juni | Juni | Juni | Juni | Juni | Juni | Juni | Juni |
| Kw   | Mo   | Di   | Mi   | Do   | Fr   | Sa   | So   |
| ---- | ---- | ---- | ---- | ---- | ---- | ---- | ---- |
| 22   |      |      |      |      | 1    | 2    | 3    |
| 23   | 4    | 5    | 6    | 7    | 8    | 9    | 10   |
| 24   | 11   | 12   | 13   | 14   | 15   | 16   | 17   |
| 25   | 18   | 19   | 20   | 21   | 22   | 23   | 24   |
| 26   | 25   | 26   | 27   | 28   | 29   | 30   |      |

| Juli | Juli | Juli | Juli | Juli | Juli | Juli | Juli |
| Kw   | Mo   | Di   | Mi   | Do   | Fr   | Sa   | So   |
| ---- | ---- | ---- | ---- | ---- | ---- | ---- | ---- |
| 26   |      |      |      |      |      |      | 1    |
| 27   | 2    | 3    | 4    | 5    | 6    | 7    | 8    |
| 28   | 9    | 10   | 11   | 12   | 13   | 14   | 15   |
| 29   | 16   | 17   | 18   | 19   | 20   | 21   | 22   |
| 30   | 23   | 24   | 25   | 26   | 27   | 28   | 29   |
| 31   | 30   | 31   |      |      |      |      |      |

| August | August | August | August | August | August | August | August |
| Kw     | Mo     | Di     | Mi     | Do     | Fr     | Sa     | So     |
| ------ | ------ | ------ | ------ | ------ | ------ | ------ | ------ |
| 31     |        |        | 1      | 2      | 3      | 4      | 5      |
| 32     | 6      | 7      | 8      | 9      | 10     | 11     | 12     |
| 33     | 13     | 14     | 15     | 16     | 17     | 18     | 19     |
| 34     | 20     | 21     | 22     | 23     | 24     | 25     | 26     |
| 35     | 27     | 28     | 29     | 30     | 31     |        |        |

| September | September | September | September | September | September | September | September |
| Kw        | Mo        | Di        | Mi        | Do        | Fr        | Sa        | So        |
| --------- | --------- | --------- | --------- | --------- | --------- | --------- | --------- |
| 35        |           |           |           |           |           | 1         | 2         |
| 36        | 3         | 4         | 5         | 6         | 7         | 8         | 9         |
| 37        | 10        | 11        | 12        | 13        | 14        | 15        | 16        |
| 38        | 17        | 18        | 19        | 20        | 21        | 22        | 23        |
| 39        | 24        | 25        | 26        | 27        | 28        | 29        | 30        |

| Oktober | Oktober | Oktober | Oktober | Oktober | Oktober | Oktober | Oktober |
| Kw      | Mo      | Di      | Mi      | Do      | Fr      | Sa      | So      |
| ------- | ------- | ------- | ------- | ------- | ------- | ------- | ------- |
| 40      | 1       | 2       | 3       | 4       | 5       | 6       | 7       |
| 41      | 8       | 9       | 10      | 11      | 12      | 13      | 14      |
| 42      | 15      | 16      | 17      | 18      | 19      | 20      | 21      |
| 43      | 22      | 23      | 24      | 25      | 26      | 27      | 28      |
| 44      | 29      | 30      | 31      |         |         |         |         |

| November | November | November | November | November | November | November | November |
| Kw       | Mo       | Di       | Mi       | Do       | Fr       | Sa       | So       |
| -------- | -------- | -------- | -------- | -------- | -------- | -------- | -------- |
| 44       |          |          |          | 1        | 2        | 3        | 4        |
| 45       | 5        | 6        | 7        | 8        | 9        | 10       | 11       |
| 46       | 12       | 13       | 14       | 15       | 16       | 17       | 18       |
| 47       | 19       | 20       | 21       | 22       | 23       | 24       | 25       |
| 48       | 26       | 27       | 28       | 29       | 30       |          |          |

| Dezember | Dezember | Dezember | Dezember | Dezember | Dezember | Dezember | Dezember |
| Kw       | Mo       | Di       | Mi       | Do       | Fr       | Sa       | So       |
| -------- | -------- | -------- | -------- | -------- | -------- | -------- | -------- |
| 48       |          |          |          |          |          | 1        | 2        |
| 49       | 3        | 4        | 5        | 6        | 7        | 8        | 9        |
| 50       | 10       | 11       | 12       | 13       | 14       | 15       | 16       |
| 51       | 17       | 18       | 19       | 20       | 21       | 22       | 23       |
| 52       | 24       | 25       | 26       | 27       | 28       | 29       | 30       |
| 1        | 31       |          |          |          |          |          |          |

## Ereignisse

### Politik und Weltgeschehen

#### Nordamerikanische Kolonien
- 15. Februar: Nachdem sie erfahren haben, dass Frankreich alle seine Besitzungen östlich des Mississippi River im Vertrag von Paris an Großbritannien abgetreten hat, gründen französische Händler auf der Westseite des Flusses die Stadt St. Louis.

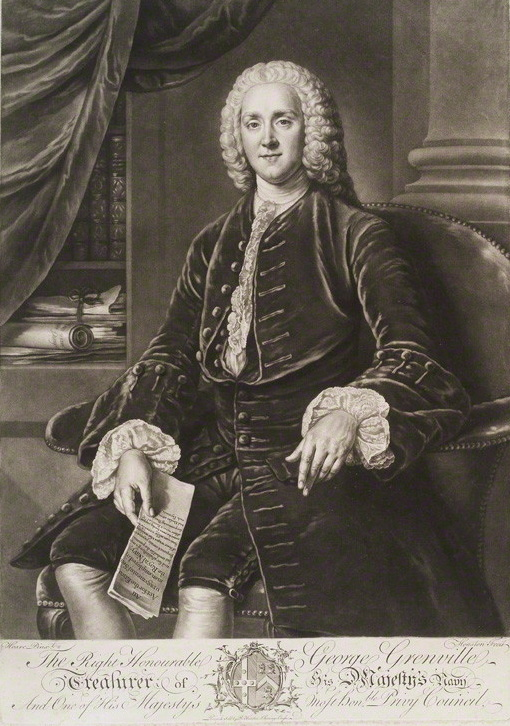
George Grenville, britischer Premierminister von 1763 bis 1765

- Das britische Parlament beschließt am 5. April den von Premierminister George Grenville entworfenen Sugar Act. Mit diesem Zollgesetz wird der Zoll auf Melasse auf die Hälfte verringert, andererseits aber der Anwendungsbereich des Gesetzes auf andere Güter wie Zucker, bestimmte Weine, Kaffee und Piment ausgedehnt. Als weitere Neuerung sieht der Sugar Act insbesondere auch strengere Regeln zur Durchsetzung der Zollbestimmungen vor. Die durch den Sugar Act eingeführten Vorschriften führen zu einem Zusammenbruch des Handels mit Madeira, den Azoren, den Kanaren und den französischen Westindischen Inseln und bringen die Wirtschaft in den Kolonien praktisch zum Erliegen. Der Sugar Act stößt auf massiven Widerstand der Kolonisten und ist somit eine der Ursachen für die Amerikanische Unabhängigkeitsbewegung.
- Mai: Benjamin Franklin wird Sprecher der Abgeordnetenversammlung von Pennsylvania. Wegen seines Vorschlags, die im Besitz der Familie Penn befindliche Province of Pennsylvania in eine direkt der britischen Krone unterstellte Kronkolonie umzuwandeln, um den Steuerstreit mit den Nachkommen William Penns endgültig zu lösen, verliert er jedoch bei der Wahl im November seinen Sitz in der Versammlung.
- Oberst John Bradstreet marschiert im Juni während des Pontiac-Aufstands mit 1.200 Mann von Albany nach Fort Niagara, wo er bei einem großen Treffen mit den Indianern eine Reihe von Verträgen abschließt. Bis September werden weitere Verträge unter anderem mit den Lenni Lenape und Shawnee, den Wyandot, Odawa und Miami abgeschlossen. Schließlich kehrt Bradstreet nach Oswego zurück. Ein Teil der von ihm geschlossenen Abkommen wird von seinen Vorgesetzten jedoch nicht anerkannt.
- 26. Juli: Während des Pontiac-Aufstandes begehen vier Krieger der Lenni Lenape ein Massaker in einer Schule in Pennsylvania, bei dem der Schulmeister und zehn Kinder getötet werden. Auf Grund dieses Vorfalls werden wieder Kopfprämien für Indianer eingeführt.
- Hugh Palliser löst Thomas Graves, 1. Baron Graves, als Gouverneur der nach dem Siebenjährigen Krieg endgültig britischen Kolonie Neufundland ab. Er fördert in dieser Position unter anderem den jungen Seemann und Kartografen James Cook, dem er den Auftrag gibt, seine Provinz zu vermessen und zu kartografieren.

#### Heiliges Römisches Reich
- 7. Januar: Ludwig zu Hohenlohe-Langenburg wird von Kaiser Franz I. Stephan in den Reichsfürstenstand erhoben.

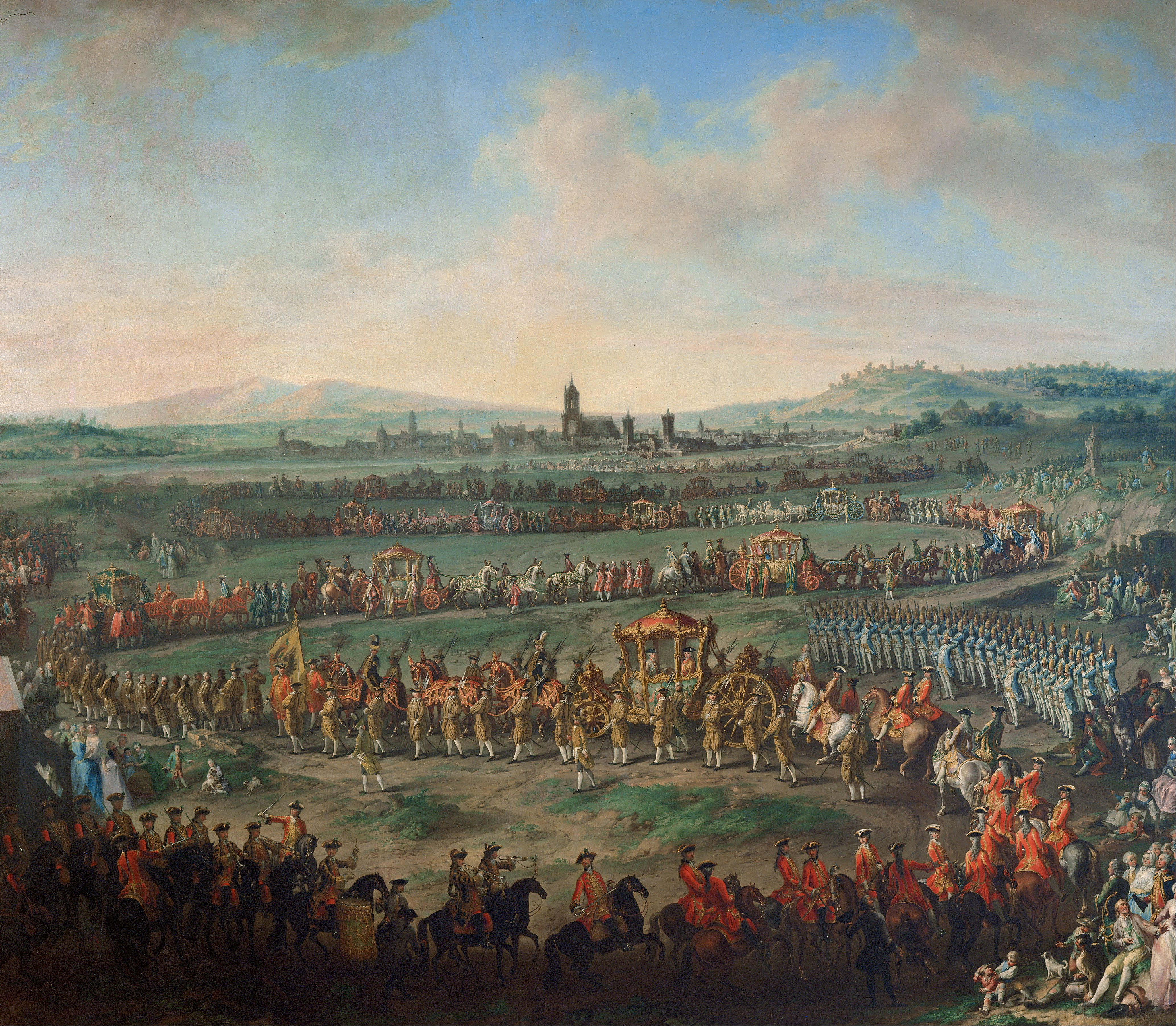
Der Einzug von Kaiser Franz I. Stephan mit seinem Sohn Joseph in Frankfurt am Main am 29. März

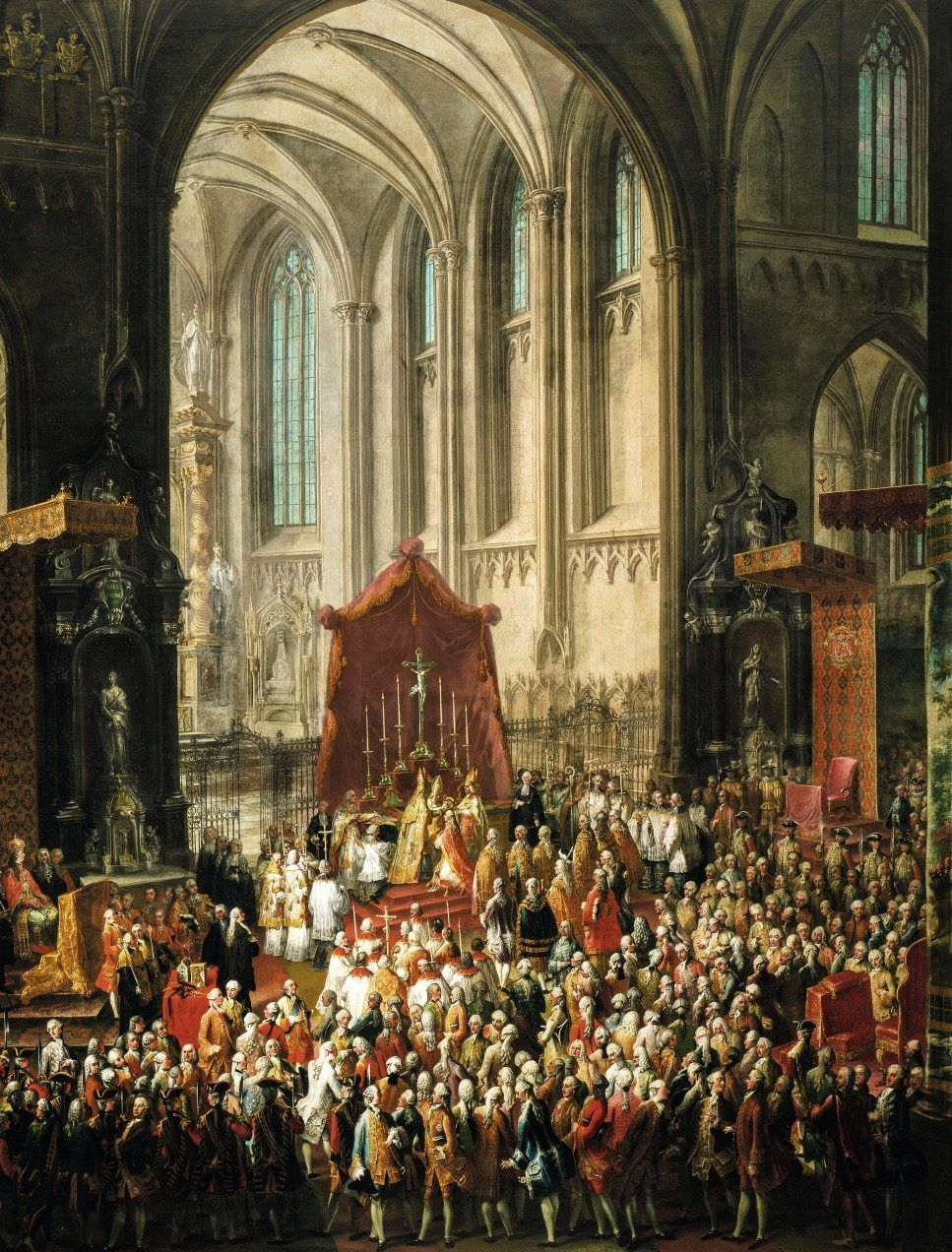
Martin van Meytens: Die Krönung Josephs II. zum römisch-deutschen König im Kaiserdom St. Bartholomäus in Frankfurt

- 27. März: Der Habsburger Joseph II. wird zum römisch-deutschen König gewählt und am 3. April in Frankfurt am Main gekrönt.
- 16. September: Ernst Friedrich folgt seinem verstorbenen Vater Franz Josias als Herzog von Sachsen-Coburg-Saalfeld. Er verlegt die Residenz des Landes, das bei seinem Amtsantritt hoch verschuldet ist, endgültig nach Coburg.
- Friedrich Wilhelm von Steuben wird Hofmarschall im Fürstentum Hohenzollern-Hechingen.

#### Eidgenossenschaft
- 4. Juni: Wegen angeblicher Verschwörung zur Rache für seinen vor ein paar Jahren als Säckelmeister abgesetzten und in die Verbannung geschickten Vater wird Lorenz Plazid Schumacher aus einer Luzerner Patrizierfamilie auf Betreiben des Joseph Rudolf Valentin Meyer, der gegen die Familie Schumacher eine Privatfehde führt, des Hochverrats angeklagt und hingerichtet.

#### Polen/Russland
- 11. April: Russland und Preußen vereinbaren, dass sie die Wahl Stanisław Antoni Poniatowskis zum König von Polen gegen Jan Klemens Branicki und Adam Kazimierz Czartoryski notfalls auch mit Waffengewalt unterstützen wollen.
- 16. Juli: Nach rund 23-jähriger Haft wird der 24-jährige nominelle russische Kaiser Iwan VI. in Schlüsselburg bei Sankt Petersburg angeblich nach einem Befreiungsversuch ermordet.

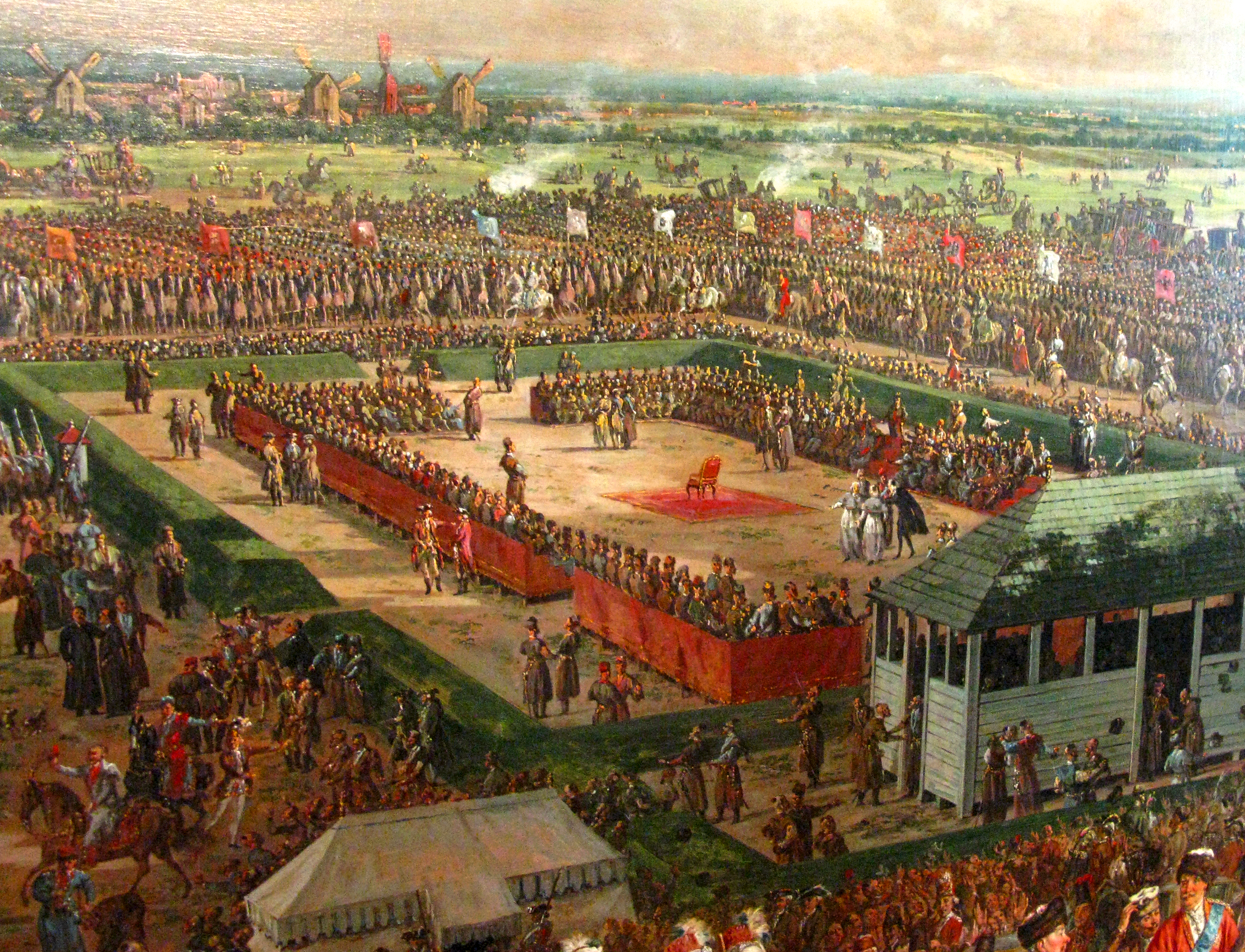
Die Wahl Stanisław August Poniatowskis 1764

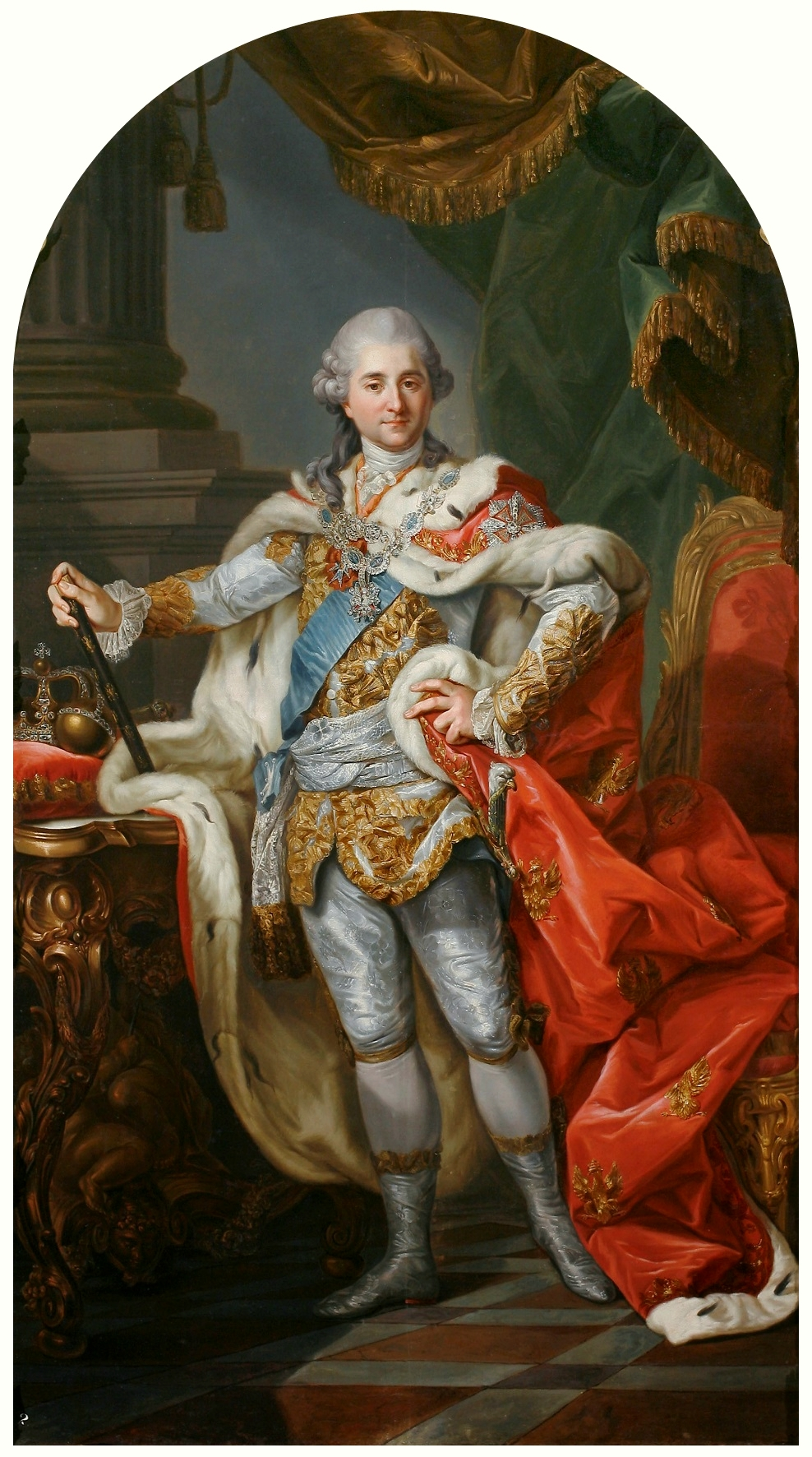
Stanislaus II. August im Krönungsornat, Gemälde von Marcello Bacciarelli

- 7. September: Russlands Favorit Stanislaus II. August wird in der letzten Freien Wahl zum König von Polen und damit gleichzeitig zum Großfürsten von Litauen gewählt. Er unterzeichnet am 13. September die Pacta conventa und wird am 25. November in der Johanneskathedrale in Warschau durch Primas Władysław Aleksander Łubieński gekrönt. Damit endet die Personalunion von Sachsen-Polen. Die Wahl wird zunächst von Frankreich, Österreich und dem Osmanischen Reich nicht anerkannt, da diese in Poniatowski ein Werkzeug der russischen Kaiserin sehen. Dies ändert sich jedoch nach mehreren Interventionen russischer und preußischer Diplomaten. Auch innenpolitisch gibt es Proteste der Anhänger Jan Klemens Branickis, die die Goldene Freiheit der Rzeczpospolita gefährdet sehen.
- Auf Basis des Einladungsmanifests von Zarin Katharina der Großen aus dem Vorjahr nimmt Russland bis 1767 rund 30.000 sogenannte Wolgadeutsche auf. Tausende überleben die Strapazen, den Hunger und die Krankheiten während der langen Reise nicht. Auch bei der Ankunft erleben die meisten ob der kargen Landschaft eine Enttäuschung. Viele überleben die ersten Jahre nicht. Neben den klimatischen Verhältnissen, Schädlingen und Seuchen stell sich als weiteres Problem die strategische Lage heraus, denn es kommt immer wieder zu Überfällen durch Reiternomaden aus dem Osten, die ganze Siedlungen zerstören und ihre Einwohner entführen und versklaven.

#### Asien
- Mit einem Eroberungsfeldzug des neuen birmanischen Herrschers Hsinbyushin aus der Konbaung-Dynastie gegen das siamesische Königreich Ayutthaya unter Ekathat beginnt ein weiterer Siamesisch-Birmanischer Krieg. Er wendet sich zunächst nach Osten und erobert Chiang Mai und Vientiane, ehe er das Flusstal des Mae Nam Chao Phraya besetzt.

#### Weitere Ereignisse weltweit

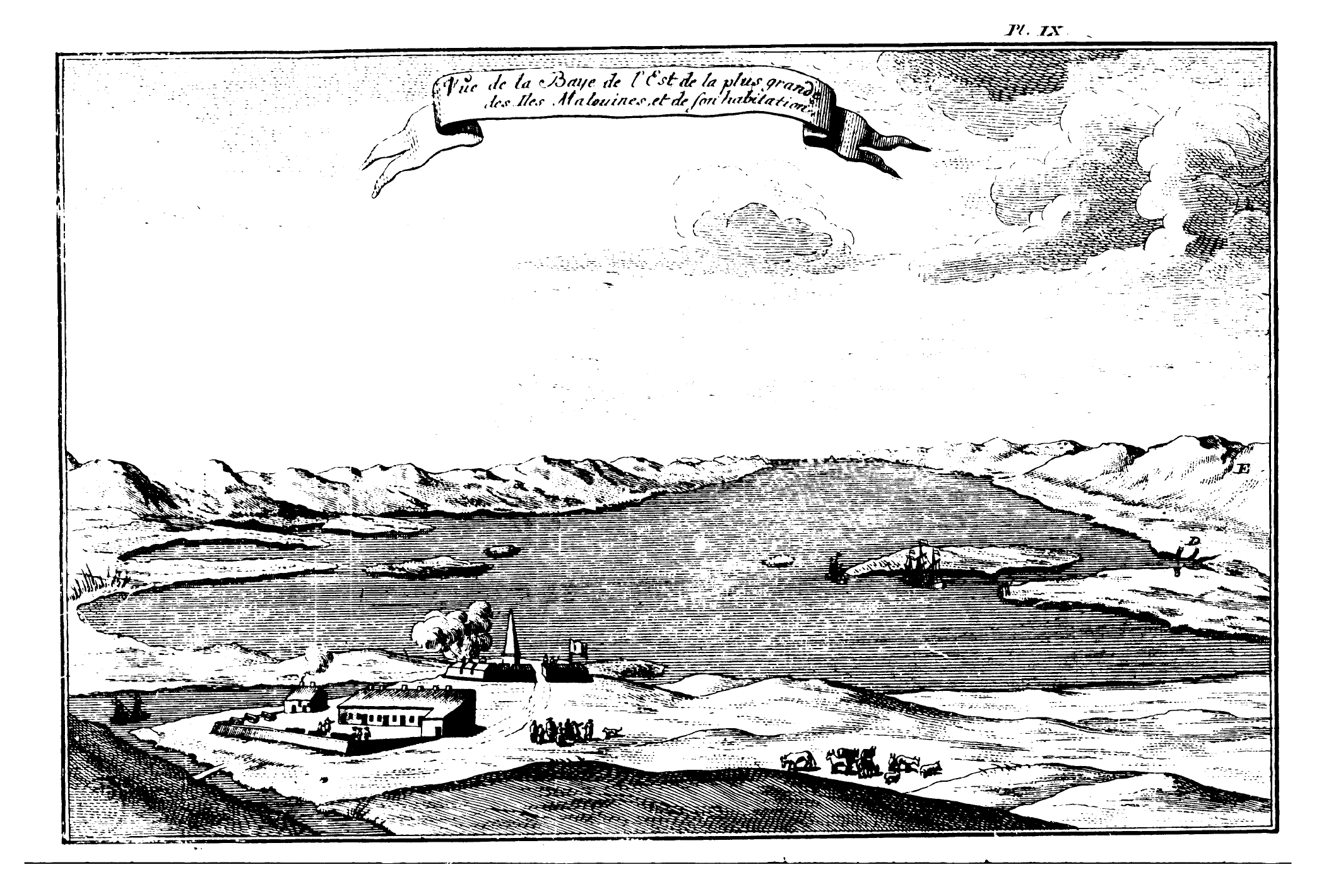
Port Louis auf Ostfalkland kurz nach seiner Gründung

- 5. April: Louis Antoine de Bougainville gründet gemeinsam mit nach dem Siebenjährigen Krieg aus Kanada vertriebenen französischen Flüchtlingen nach ihrer Ankunft im Januar die erste Siedlung auf Les nouvelles Malouines, den heutigen Falklandinseln, und nennt sie nach Ludwig XV. Port Louis. Am 12. September bestätigt der französische König die Inbesitznahme der Inseln.
- 21. Juni: Von Portsmouth aus bricht der britische Admiral John Byron mit den Schiffen Dolphin und Tamar zu einer Weltumseglung auf. Über die Kanarischen Inseln segelt die Expedition mit Kurs auf Südamerika.

### Wirtschaft

#### Unternehmensgründungen
- 18. März: Die Celler Landwirtschaftsgesellschaft wird gegründet.
- 30. März: Nach der Erteilung einer Konzession zur Porzellanherstellung durch Herzog Franz Josias von Sachsen-Coburg-Saalfeld gründen Johann Wolfgang Hammann und Gotthelf Greiner die Wallendorfer Porzellanmanufaktur.
- Ambrosius Swinkels gründet eine Brauerei, die heutige niederländische Bavaria.

#### Verkehr
- Die Straße zwischen Frankfurt und Fulda wird auf Anweisung des Fuldaer Fürstabts Heinrich von Bibra als eine der ersten Straßen in Hessen zu einer Chaussee ausgebaut.
- Die neue Hospitalbrücke über die Große Röder in Radeberg wird nach rund 15-jähriger Bauzeit fertiggestellt.

### Wissenschaft und Technik

#### Astronomie
- 1. April: In Europa ist eine ringförmige Sonnenfinsternis zu beobachten. Sie wurde von der Astronomin Nicole Lepaute errechnet.

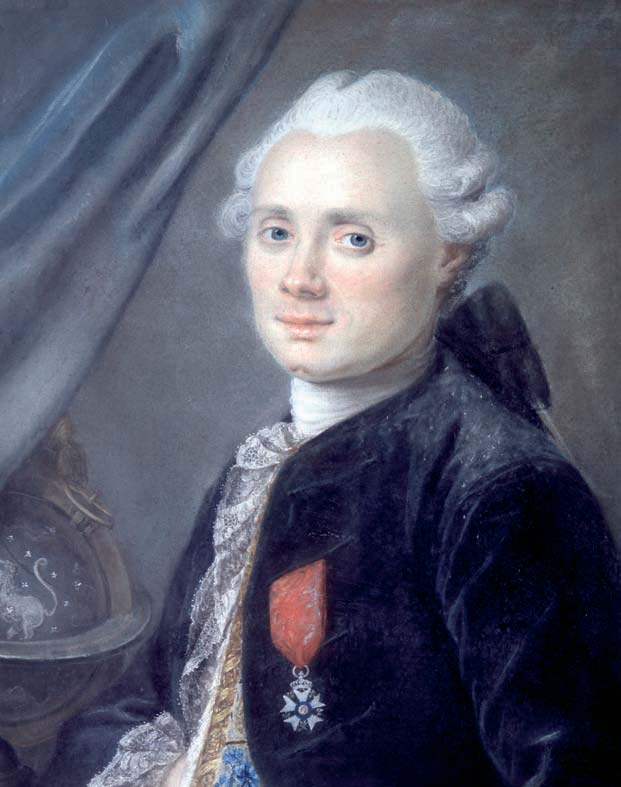
Charles Messier

- 3. Mai: Charles Messier entdeckt im Sternbild Jagdhunde den Kugelsternhaufen Messier 3. Das Himmelsobjekt besteht aus etwa 500.000 Sternen und enthält 212 veränderliche Sterne – die größte Anzahl in der Milchstraße.
- 12. Juli: Der französische Astronom Charles Messier entdeckt den ersten planetarischen Nebel, den später so genannten Hantelnebel im Sternbild Fuchs. Messier, der in diesem Jahr noch zahlreiche andere astronomische Objekte entdeckt, beginnt mit der Aufzeichnung des Messier-Katalogs.

#### Technische Errungenschaften

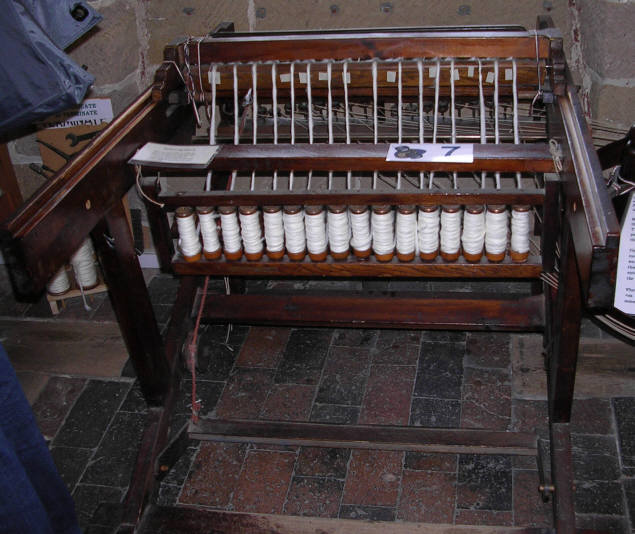
Hargreaves’ Spinning Jenny

- Der englische Weber James Hargreaves erfindet die Spinning Jenny, eine Maschine zum Verspinnen von Wolle und Baumwolle zu Garn. Die Jenny verbreitet sich rasch in der gesamten Textilindustrie und gilt mit ihrem hohen Zuwachs an Produktivität gegenüber dem Spinnrad als ein Meilenstein der industriellen Revolution und der Technikgeschichte.
- James Watt erhält als Universitätsmechaniker an der Universität von Glasgow den Auftrag, das nur schlecht funktionierende Modell einer Dampfmaschine nach der Bauart von Thomas Newcomen zu reparieren. Watt erkennt, dass das Problem im ungünstigen Wärmehaushalt der Grundkonstruktion begründet ist. Ein Großteil des einströmenden Wasserdampfes wird dabei verbraucht, die Zylinderwandung auf über 100 °C aufzuheizen. Beim Modell tritt dieser Sachverhalt aufgrund des unterschiedlichen Verhältnisses von Zylinderoberfläche und -volumen deutlicher zutage als bei den Originalmaschinen. Watt beschließt daraufhin, die Maschine – basierend auf Vorarbeiten von Denis Papin – zu verbessern.

#### Lehre und Forschung
- Der Baptistenpastor James Manning gründet in Warren, Rhode Island das Rhode Island College, heute die drittälteste Universität Neuenglands.

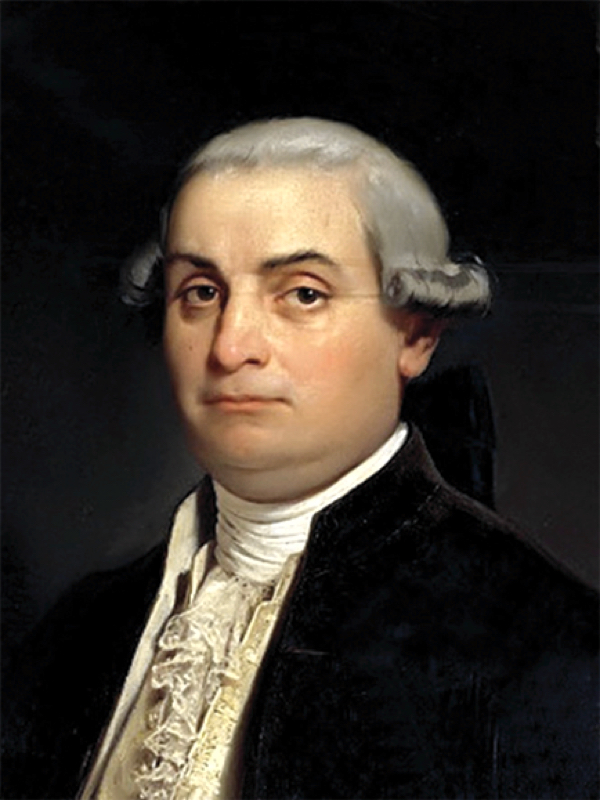
Cesare Beccaria

- Der Mailänder Jurist und Rechtsphilosoph Cesare Beccaria veröffentlicht sein bekanntestes Werk Dei delitti e delle pene (Von den Verbrechen und von den Strafen).

### Kultur
| Kultur                                                                     | Kultur |
| -------------------------------------------------------------------------- | ------ |
| - Spätbarock - Rokoko - Zopfstil - Aufklärung in der Literatur (seit 1720) |        |

#### Bildende Kunst

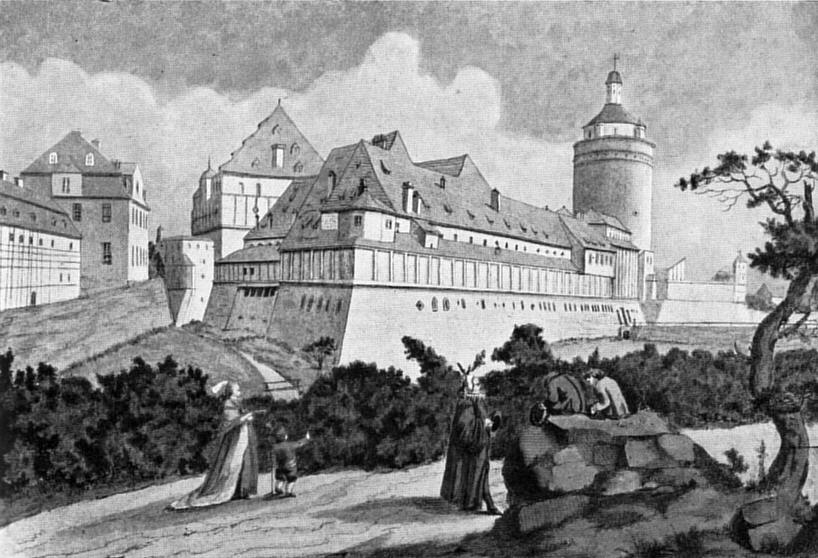
Pleißenburg in Leipzig, in ihren Räumen befand sich die 1764 gegründete Kunstakademie

- 6. Februar: Prinz Franz Xaver von Sachsen gründet als Administrator für seinen Neffen, den noch unmündigen Kurfürsten von Sachsen Friedrich August III. die Zeichnungs-, Mahlerey- und Architektur-Academie zu Leipzig. Als Gründungsdirektor wird der Maler Adam Friedrich Oeser berufen. Aus der Akademie entwickeln sich in den nächsten Jahrhunderten die Hochschule für Grafik und Buchkunst Leipzig und die Hochschule für Technik, Wirtschaft und Kultur Leipzig. Im gleichen Jahr wird auch die noch von dem im Vorjahr verstorbenen Kurfürsten Friedrich Christian beauftragte Allgemeine Kunst-Akademie der Malerei, Bildhauer-Kunst, Kupferstecher- und Baukunst in Dresden gegründet. Erster Direktor wird der Franzose Charles Hutin. Die Akademie ist Nachfolgeeinrichtung der 1680 gestifteten ersten Zeichen- und Malerschule. Sie gehört damit zu den ältesten Kunstakademien im deutschsprachigen Raum.
- 6. September: Der französische König Ludwig XV. legt den Grundstein für das von ihm gestiftete Panthéon in Paris. Der Architekt Jacques-Germain Soufflot beginnt mit den Bauarbeiten für die zu diesem Zeitpunkt Sainte-Geneviève genannte Kirche.
- Zarin Katharina II. von Russland kauft von dem deutschen Kunsthändler und Spekulanten Johann Ernst Gotzkowsky rund 250 Gemälde, die ursprünglich für Friedrich den Großen bestimmt waren, von diesem jedoch nicht bezahlt werden konnten. Sie begründet damit das heutige Eremitage-Museum in Sankt Petersburg.

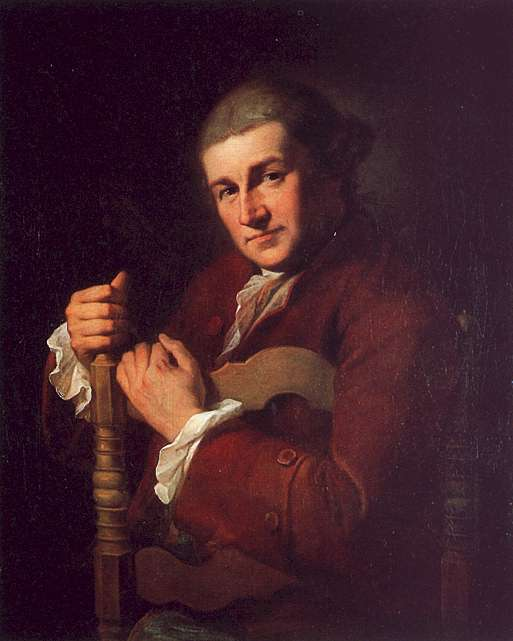
Bildnis David Garrick

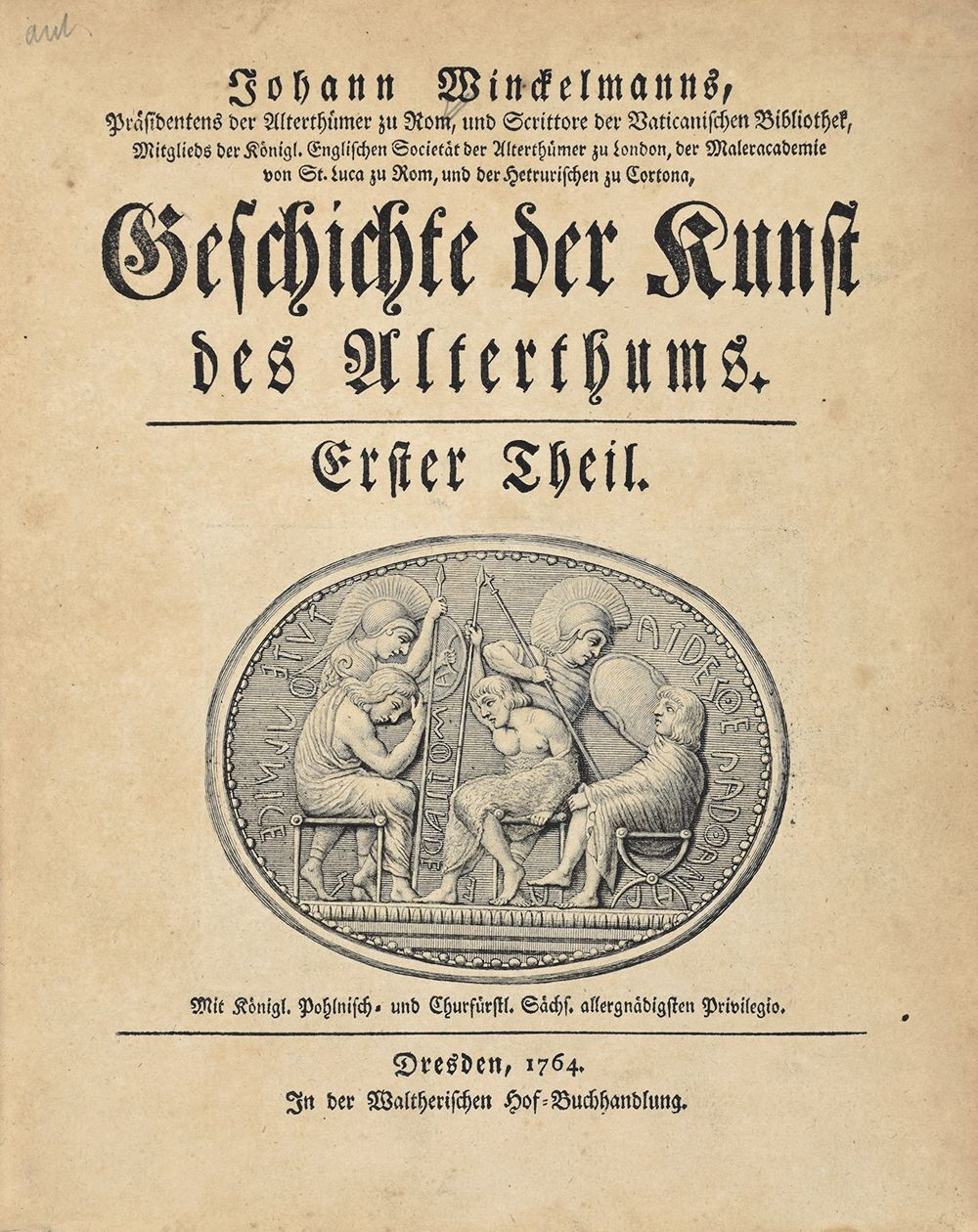
Johann Joachim Winckelmann: Geschichte der Kunst des Altertums

- Angelika Kauffmann malt das Bildnis Johann Joachim Winckelmann. Das Porträt, das den Archäologen Johann Joachim Winckelmann zeigt, macht die Malerin mit einem Schlag bekannt. Das Werk wird in der Folge gestochen und in hoher Auflage verbreitet. Im gleichen Jahr entsteht auch das Bildnis David Garrick.

- Johann Joachim Winckelmann gibt die Geschichte der Kunst des Altertums in zwei Bänden heraus.

#### Musik und Theater
- Joseph Haydn komponiert unter anderem seine 21. und 22. Sinfonie (Der Philosoph).

### Gesellschaft

#### Die »Bestie des Gévaudan«

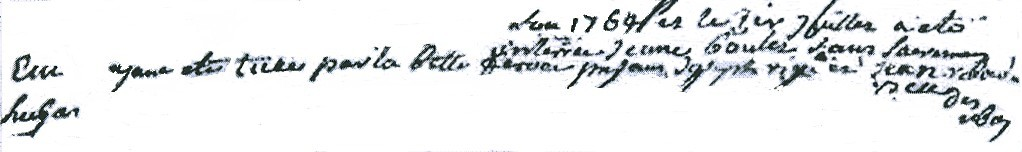
Akteneintrag zum ersten Überfall: « L’an 1764 et le 1 Juillet, a été enterrée, Jeane BOULET, sans sacremens, ayant été tuée par la bette féroce, présans Joseph RIEU et Jean REBOUL. »

Die sogenannte »Bestie des Gévaudan« verursacht am 30. Juni den ersten behördlich registrierten Todesfall. Die 14-jährige Jeanne Boulet aus der Pfarrei Saint-Étienne-de-Lugdarès wird grausam entstellt tot aufgefunden. In den folgenden drei Jahren kommen etwa 100 Kinder, Jugendliche und Frauen im Gévaudan, einer dünn besiedelten Region im südfranzösischen Zentralmassiv, und in angrenzenden Gebieten ums Leben. Ab dem 15. September versucht Jean-Baptiste Louis François Boulanger Duhamel als Kommandant von 57 in das Gévaudan entsandten Dragonern, der Bestie mit unkonventionellen Methoden auf die Spur zu kommen. Unter anderem werden Opfer längere Zeit am Angriffsort liegen gelassen oder sogar dorthin zurückgebracht. Als sich diese Vorgangsweise herumspricht, lassen einige Familien von der Bestie getötete Angehörige heimlich bestatten, ohne wie vorgeschrieben die zuständige Behörde zu informieren. Am 23. Dezember entkommt die Bestie bei einer Treibjagd nur um Haaresbreite; ihre Identität wird nie abschließend geklärt.

#### Eheschließungen
- 8. Mai: Charlotte Albertine Ernestine von Schardt, Hofdame der Herzogin Anna Amalia, ehelicht in Weimar den herzoglichen Stallmeister von Sachsen-Weimar-Eisenach, Freiherr Gottlob Ernst Josias Friedrich von Stein.
- 2. Juni: Der verarmte korsische Landadelige Carlo Buonaparte heiratet in Ajaccio die 14-jährige Laetitia Ramolino.

#### Sonstiges
- 1. Dezember: König Karl III. von Spanien bezieht mit seiner Familie den neu erbauten königlichen Palast in Madrid.
- 26. Dezember: Die German Society of Pennsylvania wird gegründet. In ihren Anfangsjahren kümmert sie sich um Auswirkungen der Schuldknechtschaft deutscher Einwanderer. Erster Präsident wird Johann Heinrich Keppele.
- Das Waisenhaus der Fürstin-Franziska-Christine-Stiftung wird gegründet.
- Der Londoner Brooks’s Club wird als Gentlemen’s Club gegründet.

### Religion

#### Buddhismus
Der buddhistische Anyuan-Tempel in der chinesischen Provinz Chengde wird fertiggestellt.

#### Christentum
- 14. Januar: Mit dem Breve Ubi primum accepimus begrüßt Papst Clemens XIII. die Wahl Josephs II. zum römisch-deutschen König.
- 27. Februar: Papst Clemens XIII. verbietet die Lektüre des unter dem Pseudonym Justinus Febronius im Jahr zuvor erschienenen Buches De statu ecclesiae et legitima potestate Romani pontificis liber singularis und setzt es auf den Index Librorum Prohibitorum. Die Verbreitung der Gedanken des Febronianismus durch mehrere Nachdrucke stoppt das nicht. Dem Trierer Weihbischof Johann Nikolaus von Hontheim wird nach seiner Enttarnung als Autor Jahre später ein Widerruf auferlegt.
- November: König Ludwig XV. lässt den Jesuitenorden in Frankreich verbieten.

### Katastrophen
- 29. Juni: Die Region Woldegk wird von einem verheerenden Tornado der in Deutschland selten vorkommenden Klasse F5 heimgesucht.
- Das Heidelberger Schloss wird durch einen Blitzeinschlag zerstört.

### Sport

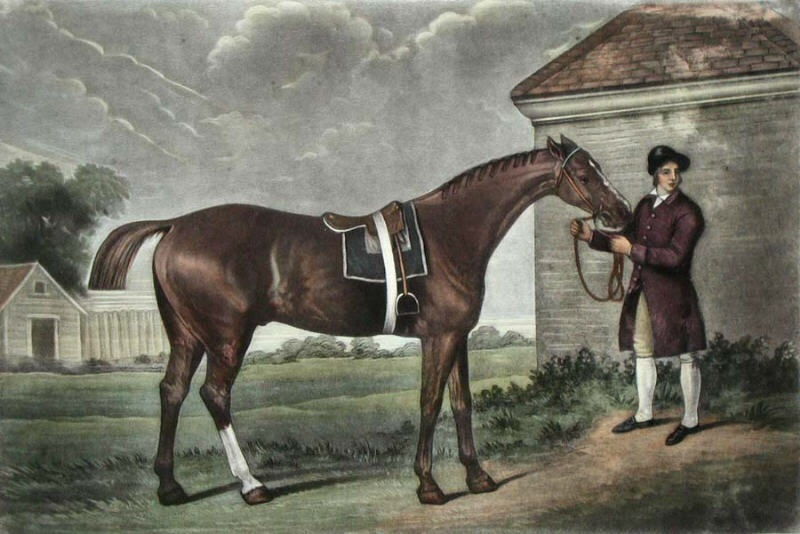
Eclipse, Porträt von George Stubbs

- 1. April: Eclipse, einer der Stammväter der Pferderasse Englisches Vollblut, kommt, gezüchtet von William Augustus, Duke of Cumberland, zur Welt.

## Historische Karten und Ansichten

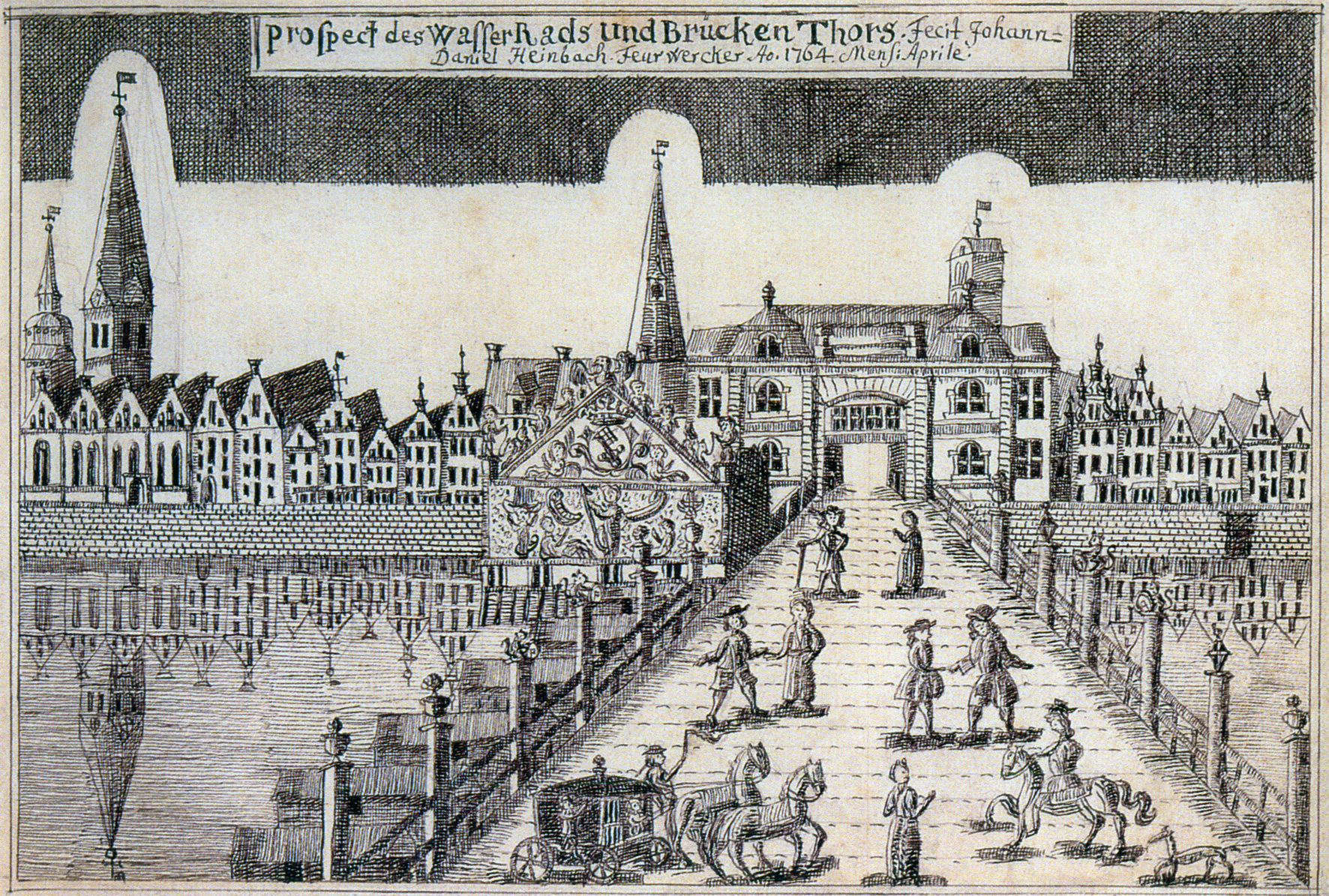
Die Große Weserbrücke in Bremen 1764

## Geboren

### Januar bis April
- 02. Januar: Genovefa Weber, deutscher Opernsängerin und Schauspielerin († 1798)
- 07. Januar: Alexander Arrigoni, italienischer Blumenmaler († 1819)
- 19. Januar: Heinrich Julius Friedrich von Schrader, deutscher Jurist († 1829)
- 28. Januar: Gottlob Heinrich Schulz, deutscher Jurist und Bürgermeister († 1821)

- 11. Februar: Carel Hendrik Verhuell, niederländisch-französischer Admiral († 1845)
- 15. Februar: Jens Immanuel Baggesen, dänischer Schriftsteller († 1826)
- 15. Februar: Jean-Conrad Hottinguer, Schweizer und später französischer Bankier, Unternehmer und Politiker († 1841)
- 20. Februar: Augusta von Goldstein, deutsche Schriftstellerin († 1837)
- 21. Februar: Franz Xaver Glöggl, österreichischer Musikgelehrter und Domkapellmeister zu Linz († 1839)
- 25. Februar: Karl Gustav Brinckmann, schwedischer Diplomat und deutscher Dichter († 1847)
- 28. Februar: Robert Haldane, schottischer Offizier und Laienprediger († 1842)
- 29. Februar: Karl Adalbert von Beyer, preußischer Abt von Hamborn und Weihbischof in Köln († 1842)
- 29. Februar: Conrad Daniel von Blücher-Altona, Mecklenburger Oberpräsident von Altona († 1845)
- 29. Februar: Paul Erman, deutscher Physiker († 1851)

- 05. März: Heinrich Grenser, deutscher Holzblasinstrumentenmacher († 1813)
- 13. März: Charles Grey, britischer Staatsmann († 1845)
- 28. März: Louis Michel Auguste Thévenet, französischer General († 1848)
- 30. März: Hieronymus Eschenbach, deutscher Mathematiker und Übersetzer († 1797)

- 01. April: Barbara Krafft, österreichische Malerin († 1825)
- 03. April: John Abernethy, britischer Chirurg und Anatom († 1831)
- 08. April: Nikolai Petrowitsch Resanow, russischer Staatsmann († 1807)
- 13. April: Laurent de Gouvion Saint-Cyr, französischer Politiker und Militär († 1830)
- 14. April: Firmin Didot, französischer Typograph und Schriftsteller († 1836)
- 14. April: Franz Xaver Gewey, österreichischer Beamter, Schauspieler und Schriftsteller († 1819)
- 17. April: Richard Stockton, US-amerikanischer Politiker († 1828)
- 20. April: Rudolph Ackermann, deutsch-britischer Buchhändler, Lithograf, Verleger und Unternehmer († 1834)
- 21. April: Johann Christian August Heyse, deutscher Pädagoge, Grammatiker und Lexikograf († 1829)
- 27. April: Johann Friedrich Cotta, deutscher Verleger, Industriepionier und Politiker († 1832)

### Mai bis August
- 02. Mai: Friedrich von Gentz, deutscher Schriftsteller und Politiker († 1832)
- 02. Mai: Karl Adolph Gottlob Schellenberg, deutscher evangelischer Geistlicher und Pädagoge († 1835)
- 03. Mai: Élisabeth Philippe Marie Hélène de Bourbon, französische Prinzessin († 1794)
- 03. Mai: Johann Wilhelm Meigen, deutscher Entomologe († 1845)
- 07. Mai: Therese Huber, deutsche Schriftstellerin († 1829)
- 11. Mai: Konrad Engelbert Oelsner, deutscher Publizist († 1828)

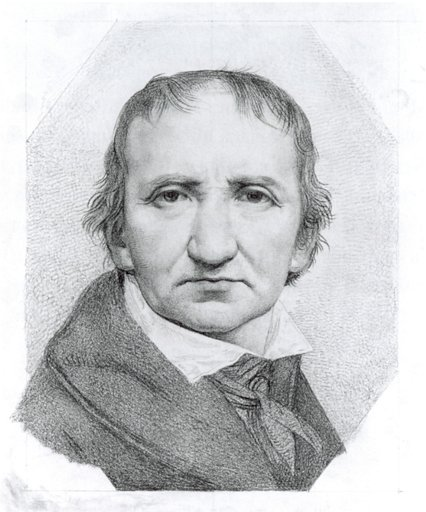
Johann Gottfried Schadow

- 20. Mai: Johann Gottfried Schadow, preußischer Bildhauer und Grafiker († 1850)
- 26. Mai: Edward Livingston, US-amerikanischer Außenminister († 1836)
- 07. Juni: Karl Heinrich von Lang, bayrischer Historiker und Publizist († 1835)
- 13. Juni: Gottfried Baumann, deutscher Landwirt und Politiker († 1845)
- 13. Juni: Erduin Julius Koch, deutscher Literaturhistoriker († 1834)
- 14. Juni: Ernst Müller, deutscher Schriftsteller und Privatgelehrter († 1826)
- 15. Juni: Zygmunt Vogel, polnischer Maler, Zeichner und Pädagoge († 1826)
- 19. Juni: José Gervasio Artigas, uruguayischer Offizier und Freiheitskämpfer († 1850)
- 27. Juni: Pawel Petrowitsch Sokolow, russischer Bildhauer († 1835)
- 05. Juli: János Lavotta, ungarischer Komponist († 1820)
- 05. Juli: Johannes Michael Speckter, deutscher Lithograf und Graphik-Sammler († 1845)
- 09. Juli: Ann Radcliffe, englische Schriftstellerin, populäre Vertreterin des Schauerromans († 1823)
- 13. Juli: Maria Catharina Tismar, preußische Stiftungsgründerin († 1845)
- 14. Juli: Jean-François Varlet, französischer Politiker († 1837)
- 17. Juli: Charles FitzRoy, britischer General und Politiker († 1829)
- 23. Juli: Johann Baptist von Schiber, deutscher Jurist († 1829)
- 23. Juli: Franz Seraphicus Schmid, römisch-katholischer Geistlicher und Autor († 1843)
- 30. Juli: Carl Friedrich Ludwig von Gontard, Berliner Oberstleutnant und Ehrenbürger († 1839)
- 30. Juli: Emil Ludwig Philipp Schröder, deutscher evangelischer Geistlicher und Jugendschriftsteller († 1835)
- 09. August: Caroline Auguste Fischer, deutsche Schriftstellerin und Frauenrechtlerin († 1842)
- 22. August: Josef Abel, österreichischer Maler († 1818)
- 22. August: Charles Percier, französischer Architekt († 1838)
- 24. August: Gottfried Fähse, deutscher klassischer Philologe und Pädagoge († 1831)

### September bis Dezember
- 02. September: Georg Ludwig Hartig, deutscher Forstwissenschaftler († 1837)
- 05. September: Henriette Herz, deutsche Schriftstellerin und Gastgeberin eines literarischen Salons († 1847)
- 10. September: Daniel Rodney, US-amerikanischer Politiker († 1846)
- 17. September: John Goodricke, englischer Astronom († 1786)
- 24. September: Joseph-Marie Dessaix, französischer General († 1834)
- 25. September: Fletcher Christian, britischer Seemann († 1793)
- 26. September: Friedrich August Walter, deutscher Mediziner († 1826)
- 05. Oktober: August von Hartmann, württembergischer Beamter und Hochschullehrer († 1849)
- 06. Oktober: Friedrich Jacobs, deutscher Altphilologe († 1847)
- 11. Oktober: Prentiss Mellen, US-amerikanischer Politiker († 1840)
- 19. Oktober: Johann Christoph Rincklake, deutscher Maler († 1813)
- 21. Oktober: Carl von Alten, deutscher General († 1840)
- 21. Oktober: János Bihari, ungarischer Komponist („Zigeunergeiger“) († 1827)

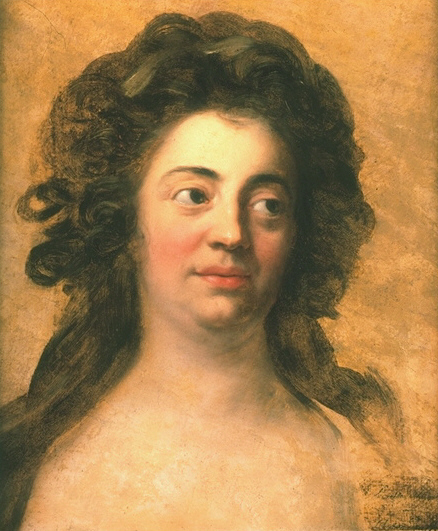
Dorothea Schlegel (Anton Graff)

- 24. Oktober: Dorothea Brendel Mendelssohn, deutsche Literaturkritikerin und Schriftstellerin der Romantik, Ehefrau von Friedrich Schlegel († 1839)
- 01. November: Anton Höfer, deutscher Lehrer und Kirchenmusiker († 1837)
- 01. November: Stephen Van Rensselaer, US-amerikanischer Politiker, General, Großgrundbesitzer und Philanthrop († 1839)
- 11. November: Ernst Ludwig Wilhelm von Dacheröden, deutscher Beamter († 1806)
- 13. November: Franz Xaver Hackher zu Hart, österreichischer Genie-Oberst und Verteidiger des Grazer Schlossbergs († 1837)
- 15. November: Hans von Held, preußischer Beamter und Schriftsteller († 1842)
- 17. November: Return Jonathan Meigs Jr., US-amerikanischer Politiker († 1825)
- 23. November: Jean-Louis Duby, Schweizer evangelischer Geistlicher und Hochschullehrer († 1849)
- 23. November: Gustav von Hugo, deutscher Jurist († 1844)
- 03. Dezember: Auguste Karoline Friederike Luise, Prinzessin von Württemberg († 1788)
- 03. Dezember: Mary Ann Lamb, britische Schriftstellerin († 1847)
- 07. Dezember: Claude-Victor Perrin gen. Victor,  Marschall von Frankreich († 1841)
- 08. Dezember: Ignác Held, böhmischer Komponist († 1816)
- 08. Dezember: Hans zu Rantzau, dänischer Generalkriegskommissar († 1836)
- 08. Dezember: Johann Diederich Otto Zylius, deutscher Hauslehrer und physikalischer Privatgelehrter († 1820)
- 09. Dezember: Charles Lennox, 4. Duke of Richmond, britischer General und Politiker († 1819)
- 10. Dezember: Agathe de Rambaud, Gouvernante des französischen Dauphins († 1853)
- 16. Dezember: Benjamin Adams, US-amerikanischer Politiker († 1837)
- 20. Dezember: Christian Gottlieb Berger, deutscher evangelischer Geistlicher († 1829)
- 21. Dezember: John Parker Boyd, US-amerikanischer Söldner und General († 1830)
- 25. Dezember: Ferdinand August von Spiegel, westfälischer Erzbischof des Erzbistums Köln († 1835)
- 31. Dezember: Emmanuel-Maximilien-Joseph Guidal, französischer General († 1812)

### Genaues Geburtsdatum unbekannt
- Karl von Rhediger, schlesischer Adliger und Staatsrat in Preußen († 1826)
- František Jan Štiasný, tschechischer Cellist und Komponist († um 1830)
- Jacob Stout, US-amerikanischer Politiker († 1857)
- John Vincent, britischer General († 1848)
- Josef Wagner, deutscher römisch-katholischer Geistlicher († 1816)

## Gestorben

### Januar bis Juli
- 18. Januar: Leonhard Joseph von Lamberts zu Cortenbach, Schöffe und Bürgermeister der Reichsstadt Aachen (* 1686)
- 18. Januar: Samuel Troilius, schwedischer lutherischer Theologe und Erzbischof von Uppsala (* 1706)
- 27. Januar: Petru Pavel Aron, rumänisch-griechisch-katholischer Ordenspriester und Bischof von Făgăraș (* 1709/1712)
- 000Januar: John Gardner, Vizegouverneur der Colony of Rhode Island and Providence Plantations (* 1697)
- 12. März: Marie Antoinette von Ahlefeldt, deutsche Reichsgräfin und Priorin des Klosters Uetersen (* 1711)
- 16. März: Friedrich August Graf Rutowski, kursächsischer Feldmarschall (* 1702)
- 30. März: Pietro Locatelli, italienischer Violinenvirtuose und Komponist (* 1695)
- 09. April: Marco Benefial, römischer Maler (* 1684)
- 10. April: Christian Gottlob Gerber, deutscher lutherischer Theologe und Historiker (* 1686)

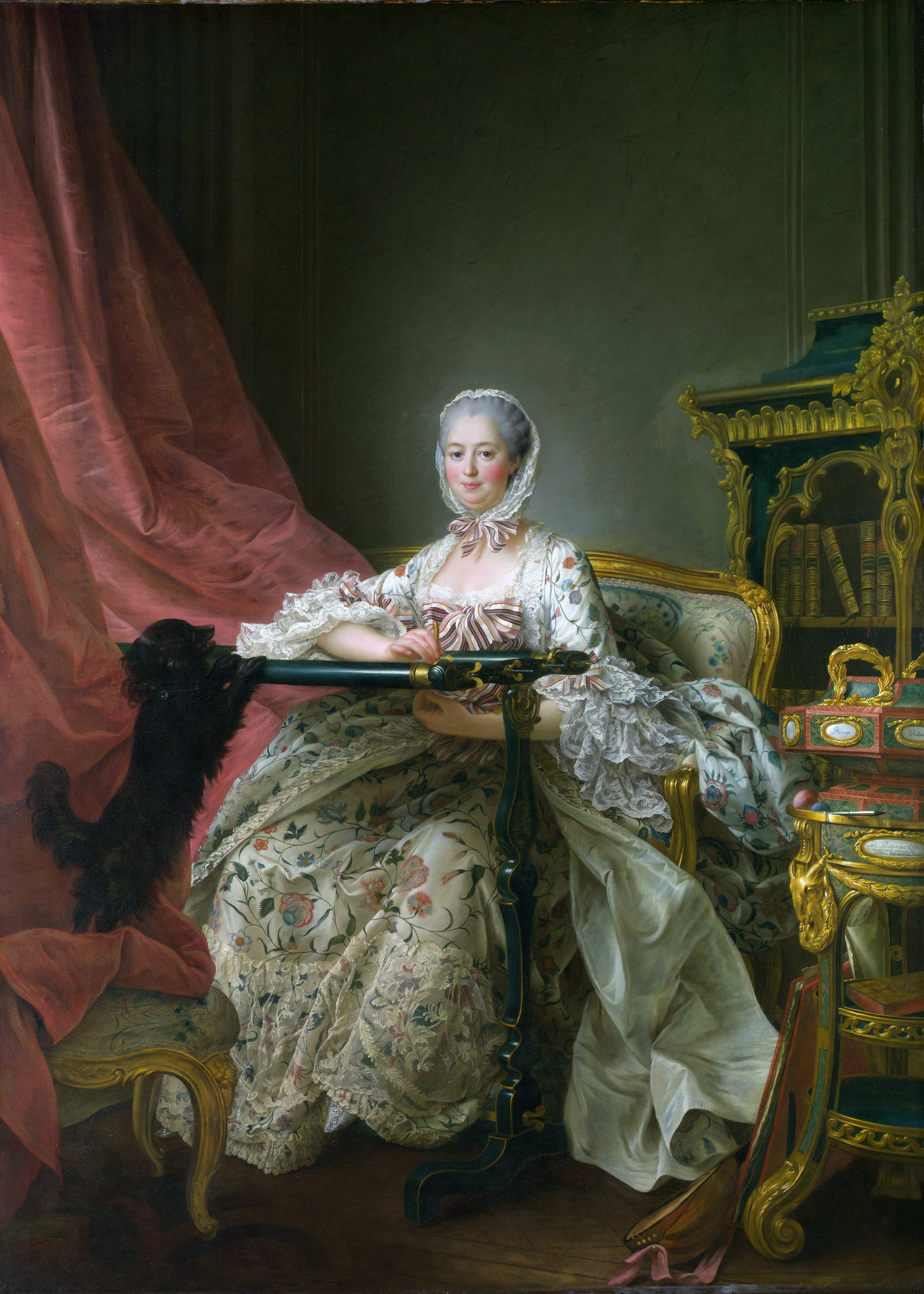
Porträt von Madame de Pompadour 1763–64

- 15. April: Jeanne-Antoinette Poisson, Madame de Pompadour, französische Adelige, Mätresse Ludwigs XV. (* 1721)
- 17. April: Johann Mattheson, deutscher Komponist und Gelehrter (* 1681)
- 03. Mai: Francesco Algarotti, italienischer Schriftsteller, Kunstkritiker und Kunsthändler (* 1712)
- 10. Mai: Christian Friedrich Henrici, sächsischer Textdichter Johann Sebastian Bachs (* 1700)
- 18. Mai: Charles François II. de Montmorency-Luxembourg, Marschall von Frankreich (* 1702)
- 26. Mai: Peter Joseph Kofler, Bürgermeister von Wien (* 1700)
- 07. Juni: Sophie Karoline von Brandenburg-Kulmbach, Fürstin von Ostfriesland (* 1707)
- 11. Juni: Christoph Stoltzenberg, deutscher Komponist (* 1690)
- 25. Juni: Wilhelm Ernst Starke, deutscher reformierter Theologe, Philologe und Kirchenlieddichter (* 1692)
- 29. Juni: Ralph Allen, britischer Unternehmer (* 1693)
- 09. Juli: James Ogilvy, 5. Earl of Findlater, schottisch-britischer Peer und Politiker (* um 1689)
- 15. Juli: Rahel Louise von Hoym, Großgrundbesitzerin im Kurfürstentum Sachsen (* 1699)
- 16. Juli: Iwan VI., Zar von Russland (* 1740)
- 18. Juli: Heinrich Giller, Schweizer Kaufmann und Mitglied der Herrnhuter Brüdergemeine (* 1701)
- 19. Juli: François de Fitz-James, Erster Hofkaplan des französischen Königs Ludwig XV. und Bischof von Soissons (* 1709)
- 19. Juli: Hagop II. Nalyan Zmmarazi, armenischer Erzbischof (* 1706)
- 30. Juli: Philipp Hafner, österreichischer Schriftsteller und Literaturkritiker (* 1735)

### August bis Dezember
- 02. August: Balthasar Riepp, österreichischer Maler (* 1703)
- 07. August: Franz Christoph Nagel, deutscher Baumeister des Barocks (* 1699)
- 08. August: Johann Philipp Harrach, österreichischer Feldmarschall und Hofkriegsratspräsident (* 1678)
- 22. August: Marc-Pierre d’Argenson, französischer Adeliger und Minister (* 1696)
- 01. September: Sebastiano Conca, italienischer Maler (* 1680)
- 02. September: Nathaniel Bliss, englischer Astronom (* 1700)

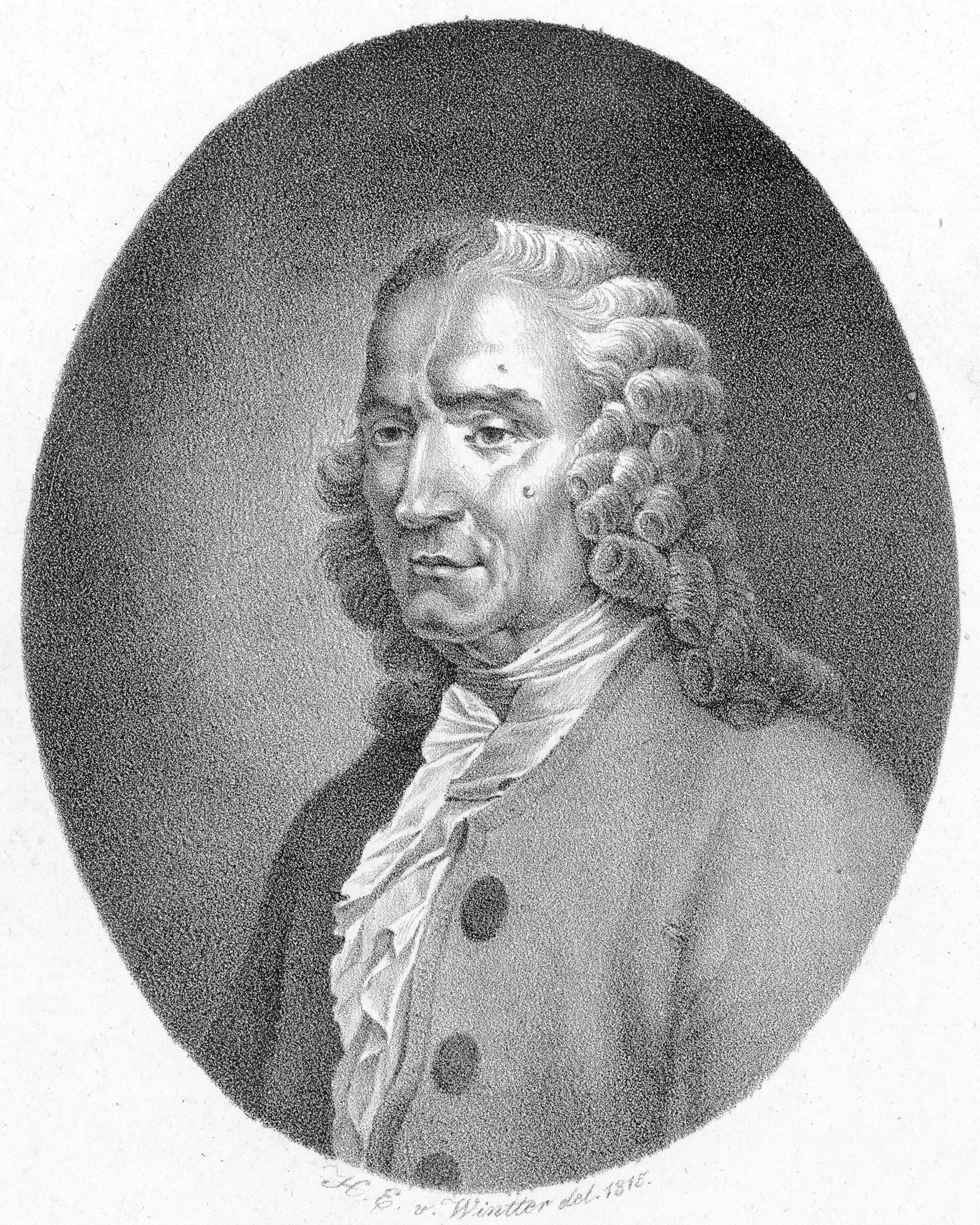
Jean-Philippe Rameau

- 12. September: Jean-Philippe Rameau, französischer Komponist und Theoretiker (* 1683)
- 13. September: Giovanni Domenico Barbieri, aus Graubünden stammender, im Fürstbistum Eichstätt tätiger Baumeister (* 1704)
- 16. September: Franz Josias, Herzog von Sachsen-Coburg-Saalfeld (* 1697)
- 17. September: Johann Christoph Struchtmeyer, deutscher reformierter Theologe, Historiker und Rhetoriker (* 1698)
- 25. September: Daniel Stadler, deutscher Jesuit (* 1705)
- 26. September: Benito Jerónimo Feijoo, spanischer Ordensgeistlicher und Gelehrter (* 1676)
- 02. Oktober: William Cavendish, britischer Politiker und Premierminister (* 1720)
- 22. Oktober: Jean-Marie Leclair, französischer Komponist und Violinist (* 1697)
- 23. Oktober: Pierre-Charles Roy, französischer Librettist (* 1683)
- 26. Oktober: William Hogarth, britischer Maler und Kupferstecher (* 1697)
- 04. November: Charles Churchill, englischer Dichter (* 1732)
- 09. November: Petrus Wesseling, deutscher Philologe und Rechtswissenschaftler (* 1692)
- 27. November: Gottfried Geyser, deutscher lutherischer Theologe (* 1699)
- 01. Dezember: Christian Goldbach, preußischer Mathematiker (* 1690)
- 12. Dezember: Johann Philipp Breyne, deutscher Botaniker, Paläontologe und Zoologe (* 1680)
- 12. Dezember: Christian Klausing, deutscher Orgelbauer (* 1687)
- 19. Dezember: Johann Zacharias Richter, Leipziger Rats- und Handelsherr (* 1696)
- 20. Dezember: Erik Pontoppidan der Jüngere, dänischer Theologe, Prediger, Historiker und Autor (* 1698)
- 22. Dezember: Ladislaus Amade von Várkonyi, ungarischer Dichter (* 1703)
- 26. Dezember: Ismael Mengs, sächsischer Miniatur- und Emaillemaler (* 1688)
- 29. Dezember: Johann Theodor Axer, westfälischer Bildhauer und -schnitzer (* 1700)

### Genaues Todesdatum unbekannt
- Johannes Müller, deutscher Planer, Architekt und Bauausführender (* um 1695)
- Gabriel Steinböck, kaiserlicher Hof-Steinmetzmeister (* 1705)